# Trifolium barbeyi
Trifolium barbeyi ist eine Pflanzenart aus der Gattung Klee (Trifolium) innerhalb der Familie der Hülsenfrüchtler (Fabaceae). Er wird in der Gattung in die Sektion Trifolium gestellt.

## Beschreibung
Trifolium barbeyi ist eine einjährige, krautige, horstige Zwergpflanze, die Wuchshöhen von 1 bis 8 Zentimeter erreicht. Die Blättchen sind länglich-verkehrteiförmig, keilförmig und stumpf. Die Nebenblätter sind lineal. Die Köpfchen sind gehäuft und bestehen aus maximal 20 bis 25 Blüten. Der Kelch ist zwanzignervig. Die Kelchzähne sind dicht behaart, pfriemlich und kürzer als die Röhre. Die Krone ist rosa gefärbt und doppelt so lang wie der Kelch.
Die Blütezeit liegt im Juni.

## Verbreitung
Trifolium barbeyi ist auf der Insel Karpathos endemisch. Die Art wächst auf offenen Standorten.

## Taxonomie
Trifolium barbeyi wurde 1887 von Giuseppe Gibelli und Carlo Saverio Belli in Atti della R. Accademia delle Scienze di Torino, Classe di Scienze Fisiche, Matematiche e Naturali Band 22, Disp. 1, Seite 394–396 erstbeschrieben. Die Artbezeichnung ehrt den Schweizer Botaniker William Barbey (1842–1914), den Schwiegersohn des Botanikers Edmond Boissier.

## Belege
- Ralf Jahn, Peter Schönfelder: Exkursionsflora für Kreta. Mit Beiträgen von Alfred Mayer und Martin Scheuerer. Eugen Ulmer, Stuttgart (Hohenheim) 1995, ISBN 3-8001-3478-0, S. 165.